# Bois-Colombes

Położenie Bois-Colombes w ramach aglomeracji paryskiej

Bois-Colombes – miejscowość i gmina we Francji, w regionie Île-de-France, w departamencie Hauts-de-Seine.
Według danych na rok 2012 gminę zamieszkiwało 28 709 osób, a gęstość zaludnienia wynosiła 14 875 osób/km². Wśród 1287 gmin regionu Île-de-France Bois-Colombes plasuje się na 864. miejscu pod względem powierzchni.

## Współpraca
- Neu-Ulm, Niemcy